# S3 Chrome
Chrome（クローム）はVIA Technologiesの一部門となったS3 GraphicsのGPUである。Savageシリーズの後継にあたり、かつてはディスクリートのビデオカード製品に採用されていた他、各社のチップセット統合グラフィックスコアとしても採用されていた。以下にそれぞれの世代及び製品に分けて解説をする。

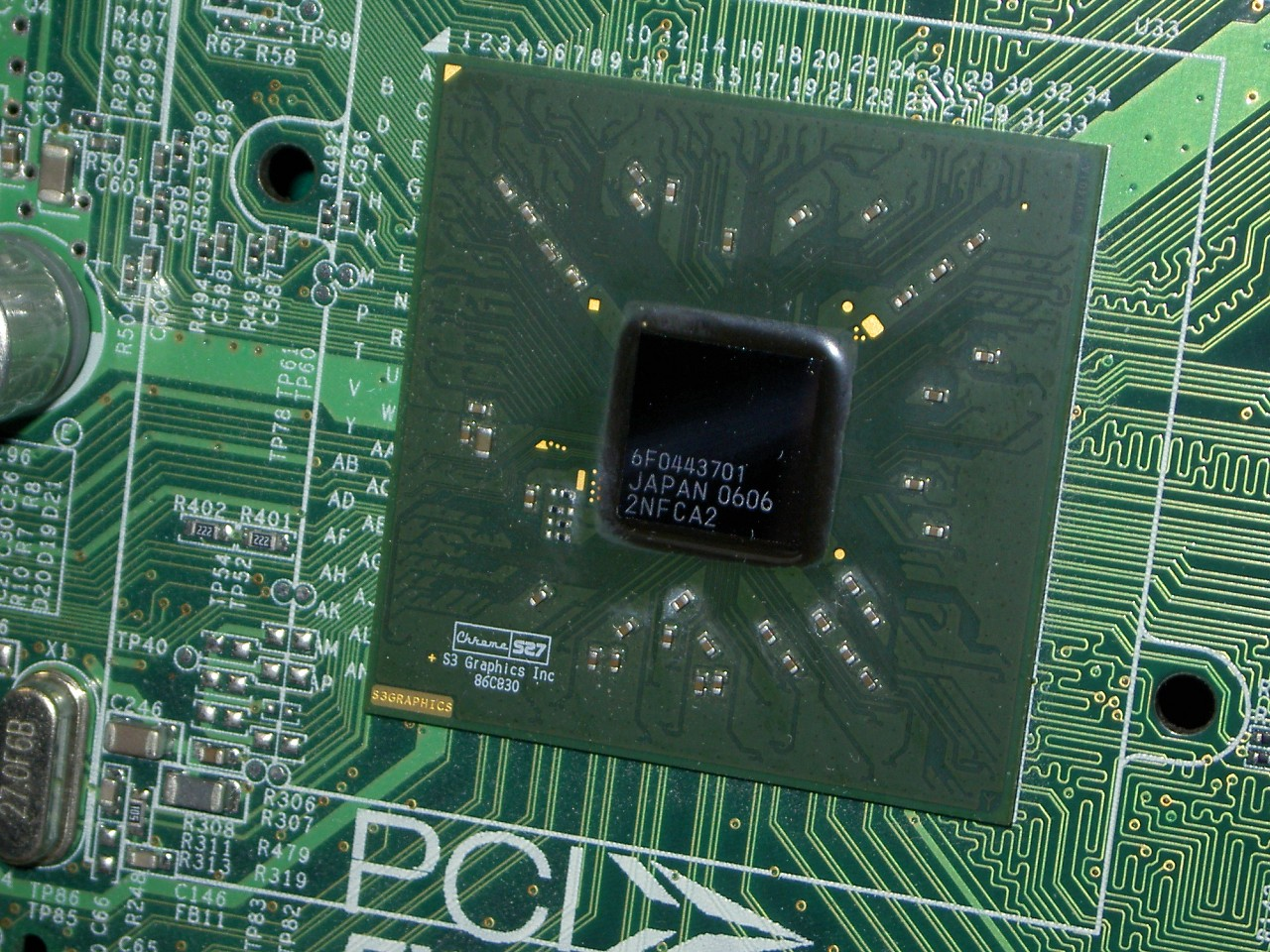
Chrome S27

## 概要
ChromeシリーズはS3 Graphics社がリリースするGPU製品のシリーズである。コンシューマ向けとしては主にローエンド～ミドルレンジをターゲットとしておりノートPC向けの製品も存在した。
Savageシリーズの後継に該当し、多くの特徴がSavageシリーズから引き継がれている。ネーミングモデルとなるDeltaChrome以降のシリーズ共通の特徴として以下が挙げられ、これらは組み込み用に特化されたChrome 4000/5000シリーズ以降でも踏襲されている。
- 電力あたり性能効率の追求
- 絶対的な低発熱・低消費電力
- 高度なHD動画再生機能への積極的な対応
- DirectXメジャーバージョンへの積極的な対応

単体GPUとしてのChromeシリーズは主にビデオカード用途でリリースされていたが、競合製品と比較してビデオカードメーカーからの採用例は少なかった。しかしノートPCでは2008年に富士通のFMV-BIBLO MGシリーズにてChrome 430 ULPが採用されている。
またチップセット統合グラフィックスコアであるUniChromeおよびChrome9はVIA TechnologiesのPC用チップセットで多く搭載されていた。
2014年現在はコンシューマ向けとしては展開しておらず、VIAが主に業務用のデジタルサイネージ向けとして提供している組み込み用Mini-ITXマザーボード用のチップセットの一部として展開されている。

## デスクトップ向けGPU

### Delta Chrome

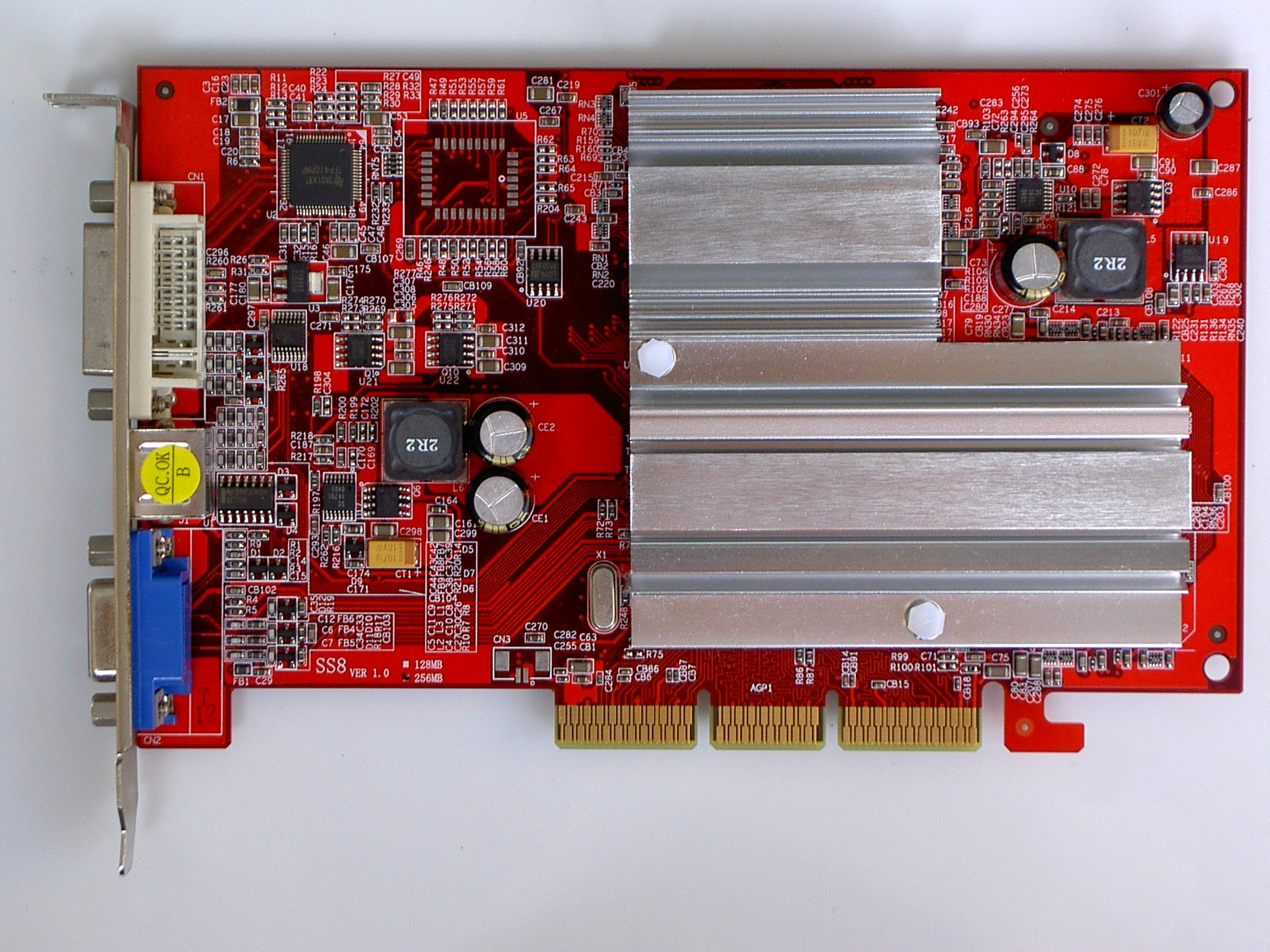
DeltaChrome S8採用製品

Delta Chrome（デルタクローム）は、2003年3月に発表されたGPU。約6,000万個のトランジスタで構成され、130nmプロセスルールで製造される。グラフィックスコアはShaderModel 2.0+の24bit精度ピクセルシェーダを搭載しDirectX 9に対応しており、ビデオメモリは128bitで接続された256MBまでのDDR SDRAMをサポートする。インターフェースはAGP 8x。
機能面ではコンポーネント出力に対応し、40bit出力可能な400MHz RAMDACの搭載、MPEG2やMPEG4に対応した動画アクセラレーション機能Chromotionやフォントスムージングアクセラレーション機能ClearType Font Accelerationも搭載するなど、2D機能にも力を入れている。
また同世代のGPUと比べ小規模な回路をHighVtトランジスタで構成しているため、消費電力も低く抑えられている。
最上位の"F1"から廉価版の"S4"まで複数のモデルが発表され、モデルによりコア・メモリクロックやサポートするメモリ容量が異なる。日本では"S8"以外に高速版の"S8 Pro"や、"S8"の名前がついているが"S4"の高速版"S8 XE"を搭載した製品が発売された。

#### 主な仕様

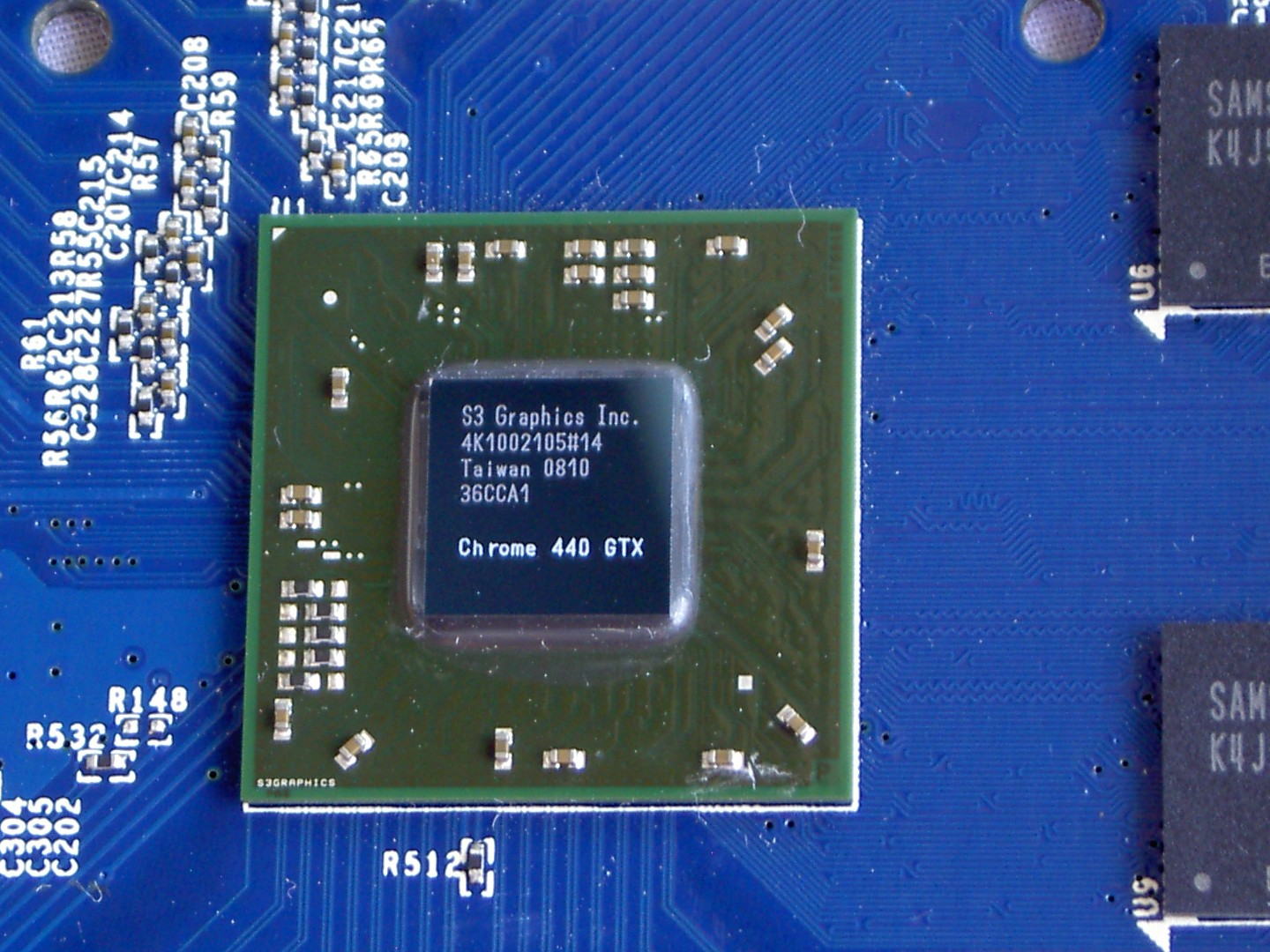
Chrome 440GTX

- Shader Model 2.0+ (8基、S4、S8XEは4基)
- Chromotion ビデオエンジン
- ハードウェア頂点シェーダ4基
- AGP 8x
- 130nmプロセスルール(TSMC)
- コンポーネントビデオ出力
- Duo Rotate (ハードウェアローテート)

| ビデオチップ         | クロック(MHz) | クロック(MHz) | メモリ | メモリ |
| ビデオチップ         | コア          | メモリ        | バス   | 種別   |
| -------------------- | ------------- | ------------- | ------ | ------ |
| DeltaChrome S4 Pro   | 300           | 600           | 64bit  | GDDR   |
| DeltaChrome S8 XE    | 350           | 500           | 128bit | GDDR   |
| DeltaChrome S8       | 250           | 500           | 128bit | GDDR   |
| DeltaChrome S8 Pro   | 300           | 600           | 128bit | GDDR   |
| DeltaChrome S8 Nitro | 325           | 630           | 128bit | GDDR   |
| DeltaChrome F1       | 300           | 600           | 128bit | GDDR   |

### Gamma Chrome
Gamma Chrome（ガンマクローム）は、2004年3月に発表されたGPU。インターフェースはPCI-Express 16xに対応するが、それ以外の仕様はDeltaChrome S8とほぼ同様である。"Chromotion"はver. 2.0に改良されている。
日本では"S18 Pro"を搭載した製品が発売された。

#### 主な仕様
- Shader Model 2.0+ (8基、S14のみ4基)
- Chromotion 2.0 ビデオエンジン
- ハードウェア頂点シェーダ4基
- PCI Express 16x
- 130nmプロセスルール(TSMC)
- コンポーネントビデオ出力
- Duo Rotate (ハードウェアローテート)
- Ultra Low Power configurations (省電力機能)

| ビデオチップ          | クロック(MHz) | クロック(MHz) | メモリ | メモリ |
| ビデオチップ          | コア          | メモリ        | バス   | 種別   |
| --------------------- | ------------- | ------------- | ------ | ------ |
| GammaChrome S14       | 375           | 600           | 64bit  | GDDR   |
| GammaChrome S18 CE    | 300           | 600           | 128bit | GDDR   |
| GammaChrome S18 Pro   | 400           | 800           | 128bit | GDDR   |
| GammaChrome S18 Nitro | 450           | 800           | 128bit | GDDR   |
| GammaChrome S18 Ultra | 500           | 900           | 128bit | GDDR   |

### Chrome 20

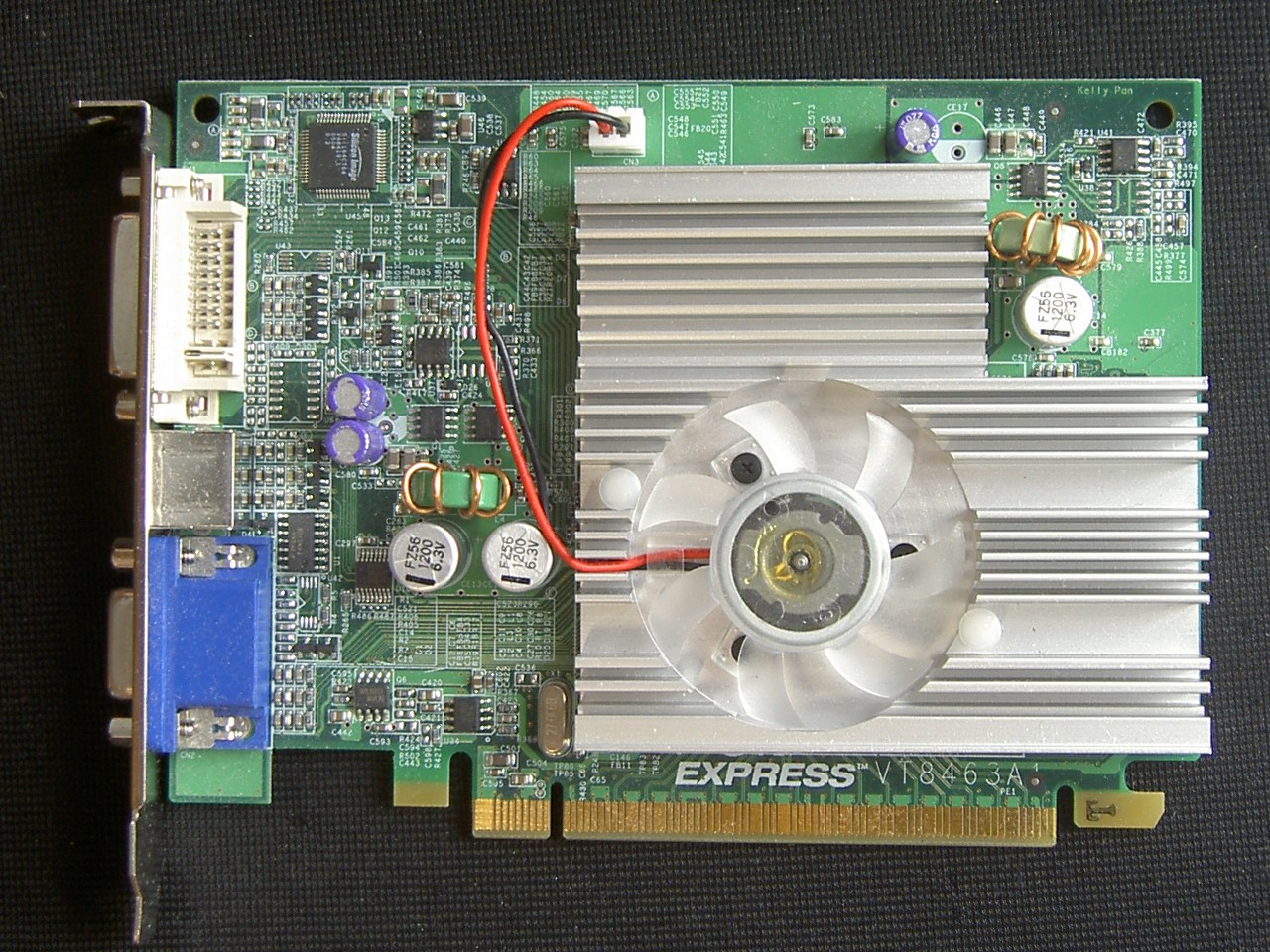
Chrome S27JE採用製品

Chrome 20シリーズは、2005年11月に発表されたGPU。富士通三重Fabの90nmプロセスで製造され、上位のS27と下位のS25が存在する。
グラフィックスコアや機能はDeltaChrome以来の設計を踏襲しているが、マルチGPU技術MultiChromeへの対応を大きな特徴としており、Flexible Memory Architectureによる柔軟なメモリ構成も特徴としている。これにより、32～128bitのメモリバスで接続されたGDDR1/GDDR3 32～256MBまたはGDDR2 32～512MBのビデオメモリをサポートする。またS25のみ、メインメモリ領域の一部をVRAMとして利用するAcceleRAM機能を搭載する。
Chromotion 3.0によりWMV-HDやMPEG2-HDへの再生支援に対応するなどHD動画コンテンツへの対応も行われている。HDMIインターフェースを搭載したS25搭載製品の発売もXIAiからアナウンスされていたが、実際には発売されなかった。
S27はコアクロック700MHzと発表され、最高クロックのGPUであるとされていたが後に650MHzに引き下げられた。06年にマイナーチェンジ版の"S27JE"が発売された他、モバイル向けにLCD表示機能の最適化や省電力機能の追加がされたChrome XM20シリーズもラインナップされている。

#### 主な仕様
- Shader Model 2.0+ (8基)
- Chromotion 3.0 プログラマブルビデオエンジン
- ハードウェア頂点シェーダ4基
- PCI Express 16x
- 90nmプロセスルール(富士通)
- コンポーネントビデオ出力
- Duo Rotate (ハードウェアローテート)
- Multi Chrome
- AcceleRAM (S25のみ)

| ビデオチップ | クロック       | クロック | メモリ | メモリ      |
| ビデオチップ | コア           | メモリ   | バス   | 種別        |
| ------------ | -------------- | -------- | ------ | ----------- |
| Chrome S25   | 375MHz         | 600MHz   | 64bit  | GDDR1, 2, 3 |
| Chrome S27   | 700MHz, 650MHz | 1.4GHz   | 128bit | GDDR1, 2, 3 |
| Chrome S27JE | (650MHz)       | (1.2GHz) | 128bit | GDDR1, 2, 3 |

### Chrome 400 / 500

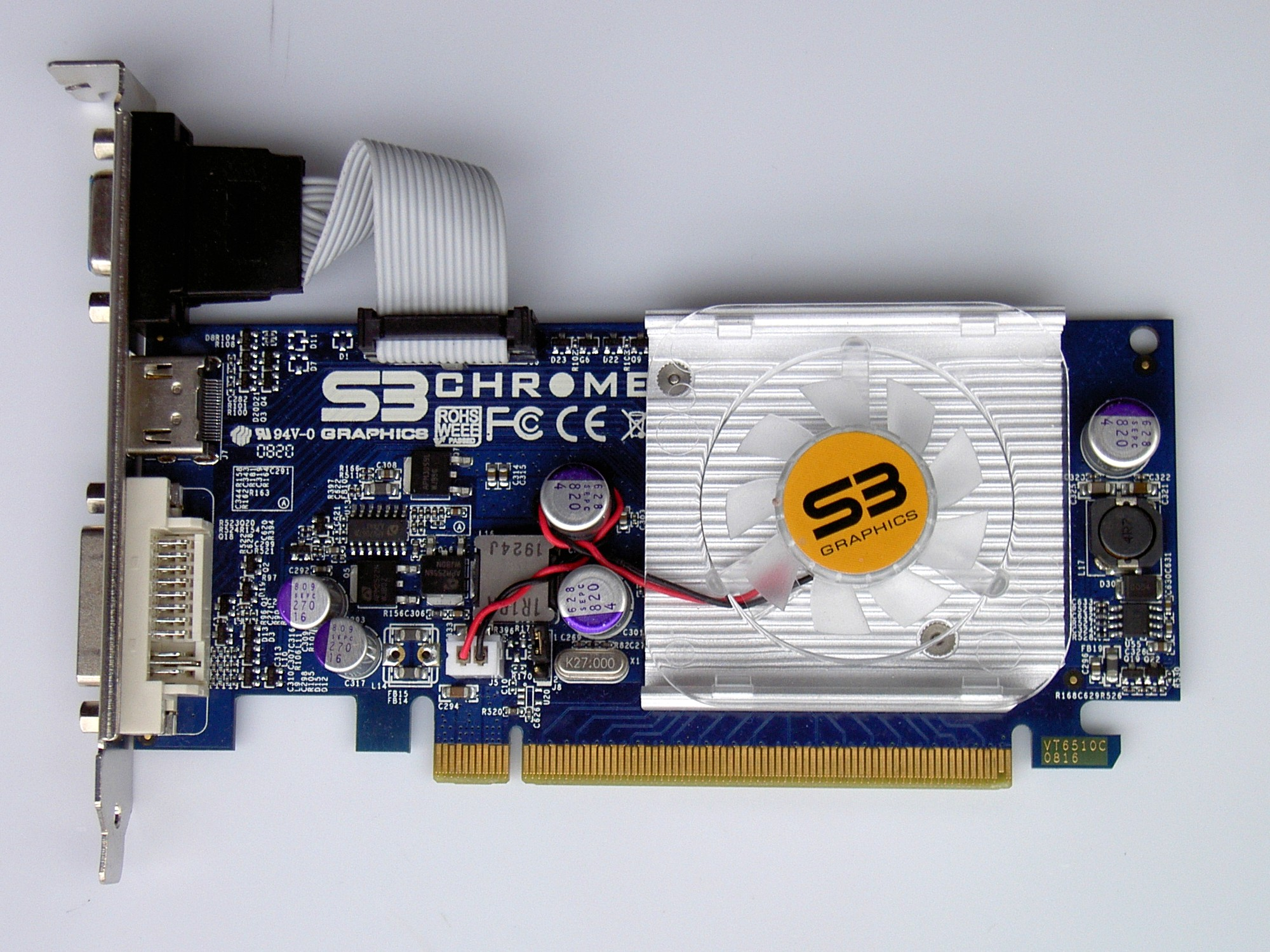
Chrome 440GTX採用製品

Chrome 400シリーズは2008年2月18日に発表されたGPU。富士通Fabの65nmプロセスルールにより製造され、上位の440と下位の430が存在する。ローエンドデスクトップおよびノートPC市場をターゲットとしており、メモリバスはいずれも64bitとなっている。
DelatChrome以来となるグラフィックスコアの大幅な刷新が行われており、Shader Model 4.1に対応しDirectX 10.1をサポートする点が最大の特徴である。MicrosoftによるVista SP1 Premium認証を取得している。また同社製品としては初となるOpenGL 2.1のサポートをしていたが、後述のChrome 500発表後にリリースされたドライバでOpenGL 3.0への対応も行っている。
また、Chrome 400以降対応のS3 GPGPU用写真修正ソフトウェア「S3FotoPro」(無料で利用可能、S3Graphicsのページよりダウンロード)を2008年10月17日(現地時間)発表している。Chrome 400以降であれば、OpenCL 1.0にも対応しているので、GPGPUとしての利用も可能になっている。
動画再生機能もChromotion HDに強化されており、Blu-rayビデオおよびH.264など、各種HDコンテンツに対する再生支援機能が強化されている。なお上位の440は同時に2つのビデオストリームに対する再生支援に対応するが、下位の430では1つのみとなる。
インターフェースはPCI Express 2.0に対応する。トランスミッタとオーディオコントローラを統合しHDMI出力をネイティブサポートするほか、DVI出力もデュアルリンクに対応し、外部トランスミッタを追加することでDisplayPort出力もサポートする。
派生品としてはモバイル向けのChrome 430ULP、435ULPおよび440ULP、組込向けの4300Eが発表されている。
2008年11月20日、Chrome 500シリーズが発表された。これはChrome 400をベースにサポートするメモリ容量の強化が行われたマイナーアップデート版であり、530GTおよび540GTXラインナップされている。これが1980年代より続く老舗GPUメーカーであるS3のコンシューマ向け最終製品となる。

#### 主な仕様
- Shader Model 4.1 (統合型シェーダー)
- ChromotionHD ビデオテクノロジ
- Blu-ray/ HD-DVD 、H.264, VC-1, MPEG2-HD, AVS再生支援
- OpenGL 3.0サポート　(400発表時は2.1サポートで後に3.0サポート。500は発表時から3.0サポート)
- OpenCL 1.0サポート
- AES 128bit暗号化エンジン搭載
- PCI Express 2.0 16x
- 65nmプロセスルール
- Duo Rotate (ハードウェアローテート)
- Multi Chrome
- PowerWise Technology (省電力機能)
- HDMI, デュアルリンクDVI, Display Portサポート

| ビデオチップ  | クロック   | クロック     | メモリ | メモリ | メモリ    |
| ビデオチップ  | コア (MHz) | メモリ (GHz) | バス   | 種別   | 容量 (MB) |
| ------------- | ---------- | ------------ | ------ | ------ | --------- |
| Chrome 430GS  | 525        | 0.8          | 64bit  | GDDR2  | 256       |
| Chrome 430GT  | 625        | 1.0          | 64bit  | GDDR2  | 256       |
| Chrome 440GTX | 725        | 1.4          | 64bit  | GDDR3  | 256       |
| Chrome 530GT  | 625        | 1.0          | 64bit  | GDDR2  | 512       |
| Chrome 540GTX | 800        | 1.7          | 64bit  | GDDR3  | 256       |

## 統合グラフィックス向け

### UniChrome

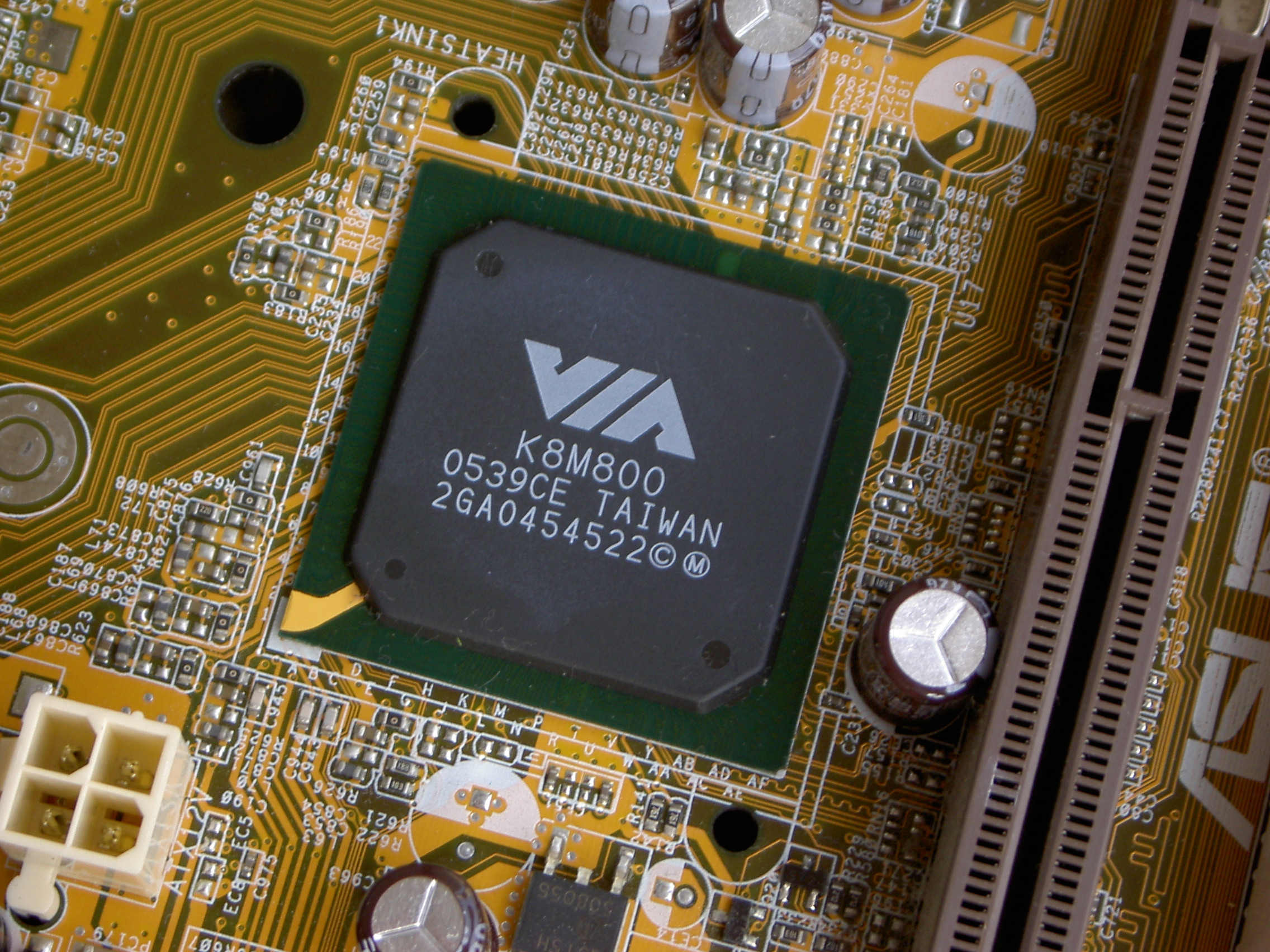
UniChrome Proを統合するVIA K8M800

UniChromeはProSavage-DDRをベースに開発された統合チップセット (IGP) 用グラフィックスコア。内部的にAGP 8xで接続される128bitグラフィックスコアを持ち、UMAにより64MBまでのメモリをサポートする。シェーダやハードウェアT&Lは搭載せず、構成的にはDirectX6世代に相当する。マルチディスプレイ機能DuoViewをサポート。VIA TechnologiesのKM400チップセットなどに搭載されている。
UniChromeグラフィックスコアは2002年6月に発表されたCLE266で採用されて以降、マイナーチェンジを重ねながら2006年11月発表のCN800チップセットまで4年半にわたって採用されており、非常に息の長いグラフィックスコアとなった。

#### UniChrome Pro
UniChrome ProはUniChromeのマイナーチェンジ強化版に当たる統合チップセット用グラフィックスコア。UniChromeと比較し、パイプラインを1本から2本に強化しコアクロックを上昇させている。コンポーネントによるHDTV出力に対応し、動画再生機能Chromotion CEを搭載するなどHD動画への対応がされている。VIA TechnologiesのK8M800チップセットなどに搭載されている。

#### UniChrome ProII
UniChrome ProIIはUniChrome Proのマイナーチェンジ強化版に当たる統合チップセット用グラフィックスコア。WMV-HDの再生支援に対応するなど、HD動画再生機能の強化がされている。VIA TechnologiesのVX700チップセットなどに搭載されている。

#### 主な仕様
- AGP 8x (内部接続)
- UMAによる64MBまでのメモリサポート

| IGPコア         | 動作クロック (MHz) | ピクセルパイプライン | マルチディスプレイ |
| --------------- | ------------------ | -------------------- | ------------------ |
| UniChrome       | 133                | 1                    | DuoView            |
| UniChrome Pro   | 200                | 2                    | DuoView+           |
| UniChrome ProII | －                 | 2                    | DuoView+           |

### Chrome9 HC

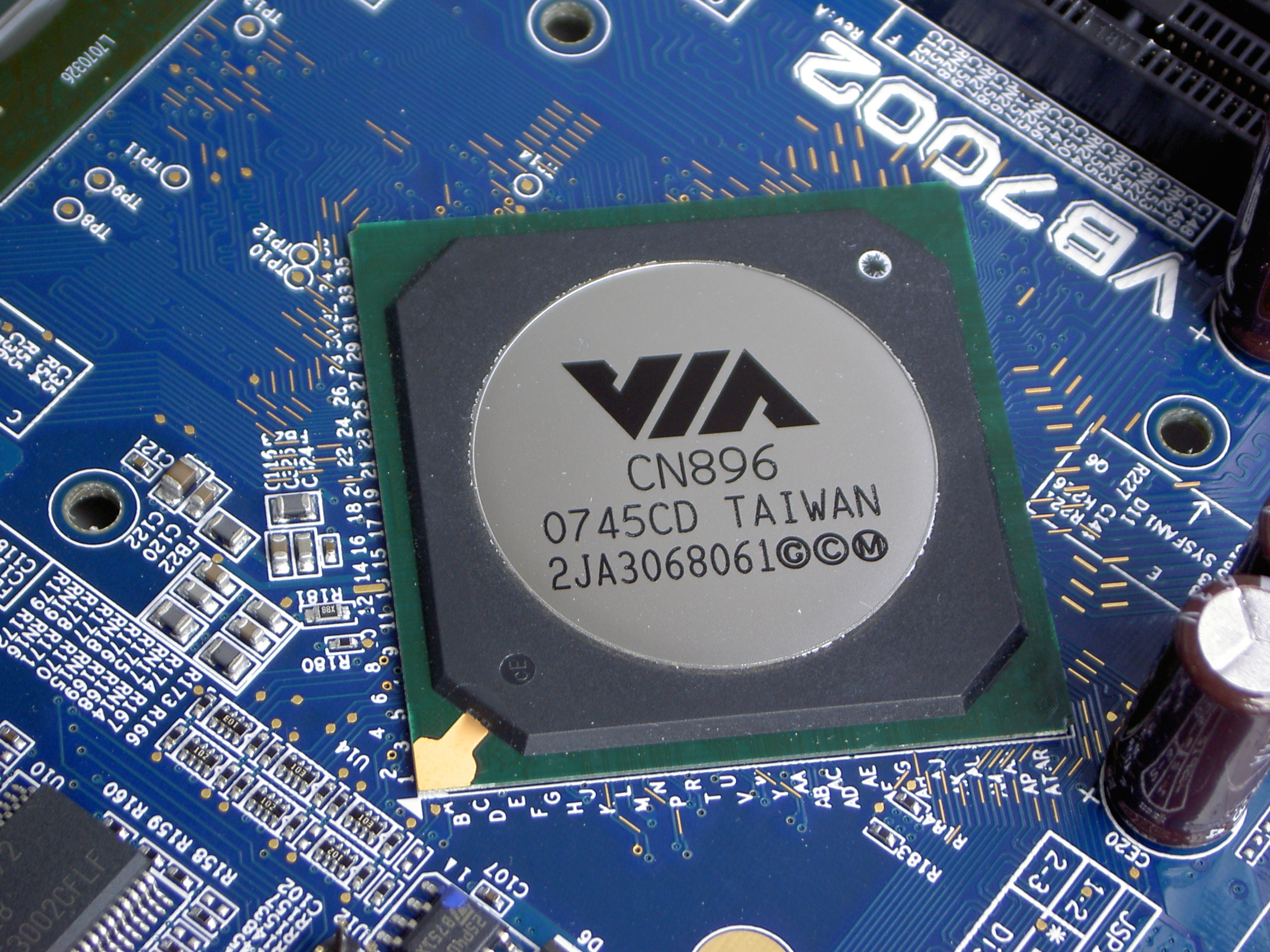
Chrome9 HCを統合するVIA CN896

Chrome9 HCはDelta Chromeをベースに開発された統合チップセット用グラフィックスコア。128bitのグラフィックスコアを持ち、UMAにより256MBまでのメモリをサポートする。Shader Model 2.0+のProgramable Shaderを搭載し、DirectX 9に正式に対応しており、MicrosoftのVista Basicロゴ認定となっている。表示機能としてChromotion CEおよびデュアルDVIに対応したDuo View+をサポートし、動画再生支援機能としてはMPEG-2デコードおよびビデオデブロッキングに対応する。VIA TechnologiesのK8M890、CN896、P4M900チップセットなどに搭載されている。

#### Chrome9 HC3
Chrome9 HC3はChrome9 HCのマイナーチェンジ版に当たる統合チップセット用グラフィックスコア。350MHzのRAMDACを3つ搭載し、三画面の出力に対応する他、デュアルリンクDVI出力およびビデオキャプチャにも対応する。また動画再生支援機能として、MPEG-2、VC1ビデオ デコード アクセラレーションに対応している。VIA TechnologiesのVX800チップセットに搭載されている他、低クロック版がVX800Uチップセットに搭載されている。

#### Chrome9 HCM
Chrome9 HCMはChrome9 HC3のマイナーチェンジ版に当たる統合チップセット用グラフィックスコア。主に動画再生支援機能が強化されており、1080pのMPEG-2/H.264 VLDハードウェア デコード アクセラレーションへの対応が追加された。VIA TechnologiesのVX855チップセットに搭載されている。

#### 主な仕様
- Shader Model 2.0+
- PCI Express 16x (内部接続)

| IGPコア     | 動作クロック (MHz) | 最大 UMA (MB) | RAMDAC             | Chromotion              |
| ----------- | ------------------ | ------------- | ------------------ | ----------------------- |
| Chrome9 HC  | 250                | 256           | 2基                | Chromotion CE           |
| Chrome9 HC3 | 250 (166)          | 256           | 3基 (350MHz/10bit) | Chromotion 3.0          |
| Chrome9 HCM | 非公表             | 512           | 3基 (350MHz/10bit) | Chromotion Video Engine |

### Chrome 4000/5000
Chrome 4000およびChrome 5000シリーズはChrome 400/500シリーズをベースに組み込み用に再構成したもの。Chrome 400/500シリーズ同様にShaderModel 4.1およびDirectX 10.1をサポートする点が特徴。
- Chrome 4300
- Chrome 5300
- Chrome 5400

### Chrome 600
Chrome 600シリーズはS3の統合グラフィックチップとしては初めてDirectX 11に対応した。VIAのMedia System ProcessorであるVX11に搭載されており、主にMini-ITXなどの小型マザーボードやノートPC向けに提供されている。VX11H with HDPCに搭載されているチップにはBlu-rayのデコーディングをサポートしている
- Chrome 640
- Chrome 645

## Chromeシリーズの技術

### Multi Chrome
NVIDIAのSLIやATI Technologies（現・AMD）のCrossFireに類似する。実装環境は2枚のカードでの構成、及び一枚のカードに2つのGPUを搭載（Radeon3000シリーズの「x2」ラインナップと同様の技術）の二つの手法で可能であり、自由度が高いことが特徴である。
Chrome S20シリーズおよびChrome 400シリーズでサポートされている。
S3 Graphicsは"Multi Chrome"に使用するChrome S20搭載カードはビデオメモリを256MB以上搭載していることが望ましいとしている。

## Chromeシリーズの呼称について
"Chrome"は一般に「クロム」と発音される金属クロムと同じスペリングであるが、本シリーズにおいては「クローム」と発音されるのが一般的である。